# Liptena aliquantum
Liptena aliquantum är en fjärilsart som beskrevs av Druce 1910. Liptena aliquantum ingår i släktet Liptena och familjen juvelvingar. Inga underarter finns listade i Catalogue of Life.